# Otoglyphis
 Otoglyphis   Pomel, 1874 è un genere di piante angiosperme dicotiledoni della famiglia delle Asteraceae, sottofamiglia Asteroideae, tribù Anthemideae (Mediterranean clade) e sottotribù Glebionidinae.

## Etimologia
Il nome scientifico del genere è stato definito dal botanico Auguste Nicolas Pomel (1821-1898) nella pubblicazione " Nouveaux Matériaux pour la Flore Atlantique. Paris" ( Nouv. Mat. Fl. Atl. 56) del 1874.

## Descrizione

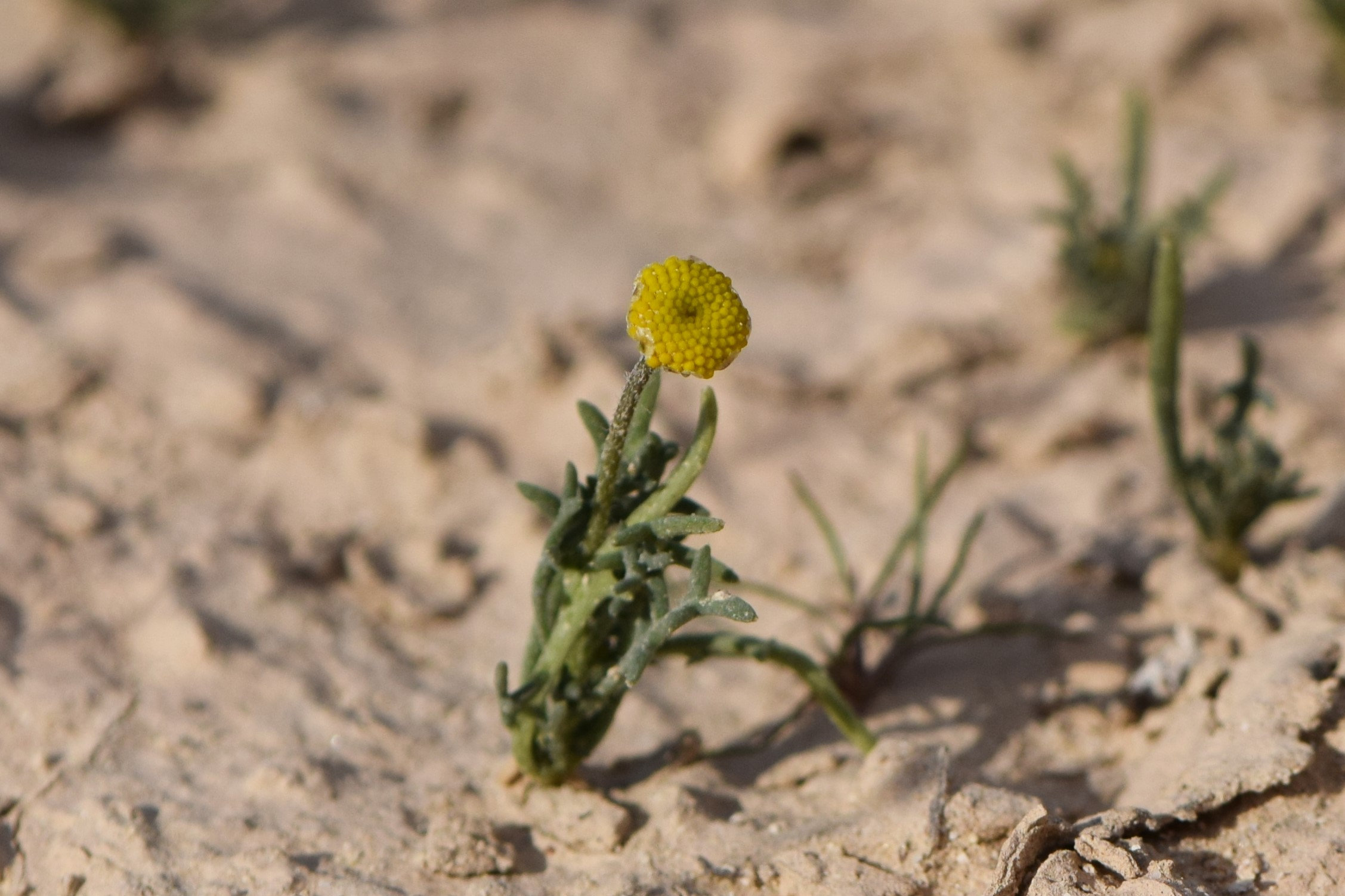
Il portamento
Otoglyphis factorovskyi

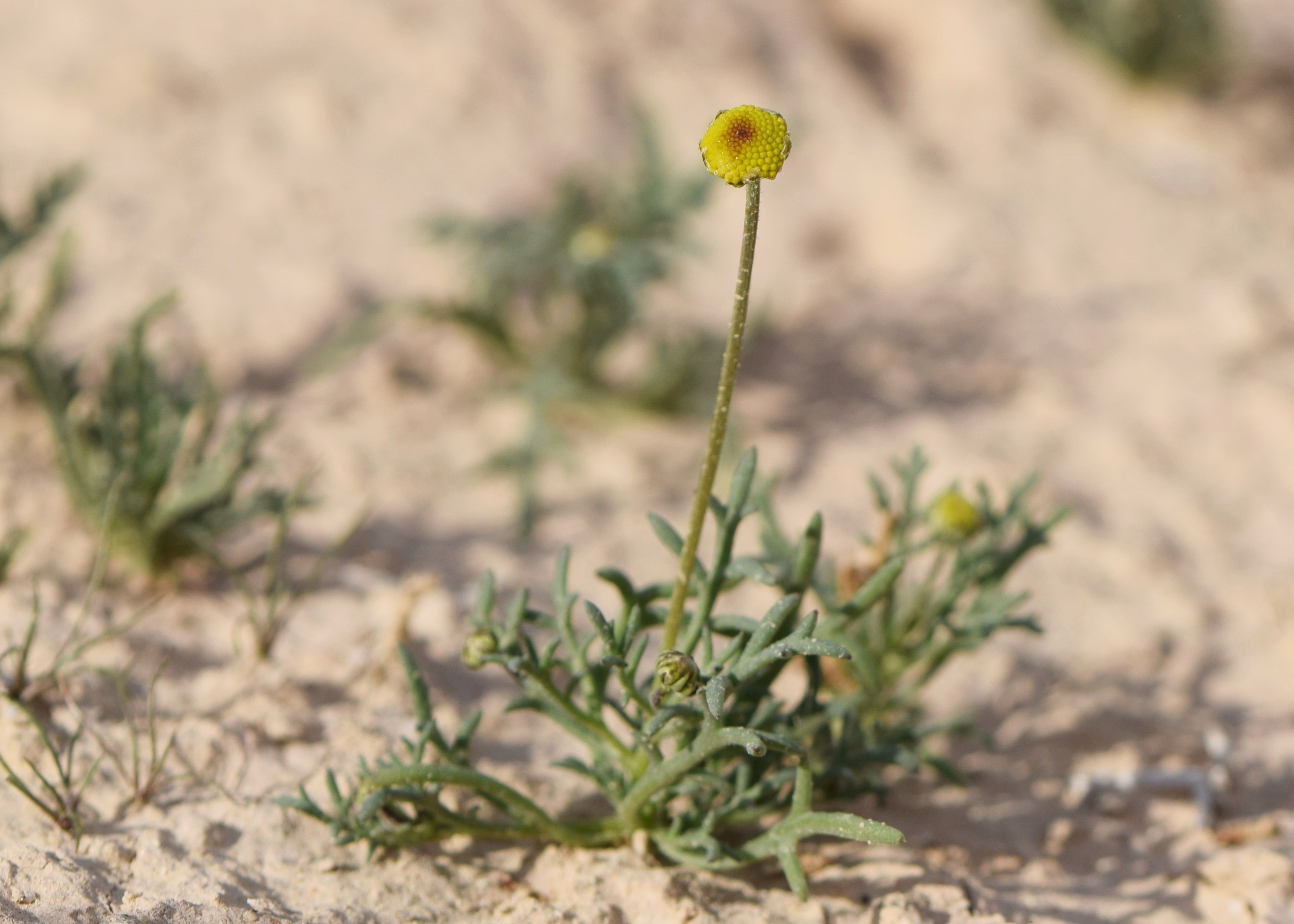
Le foglie
Otoglyphis factorovskyi

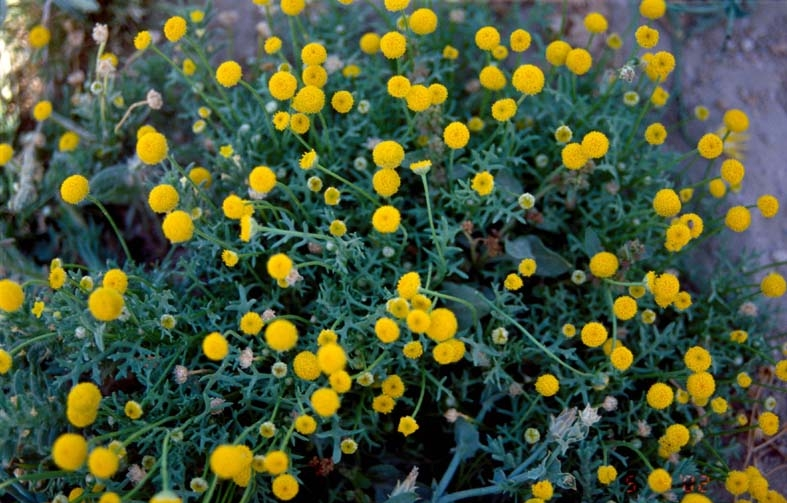
Infiorescenza
Otoglyphis factorovskyi

Portamento. Le specie di questo genere sono delle erbe con cicli biologici annuali. L'indumento è assente o è formato da peli di tipo basifissi.
Fusto. La parte aerea in genere è eretta, semplice o ramosa. 
Foglie. Le foglie sono disposte in modo alterno e sono del tipo due volte pennatosette. La forma varia da obovata a oblunga.
Infiorescenza. Le sinflorescenze sono formate da capolini solitari. Le infiorescenze vere e proprie sono composte da un capolino terminale peduncolato radiato, discoide o disciforme. I capolini sono formati da un involucro, con forme emisferiche, composto da diverse brattee, al cui interno un ricettacolo fa da base ai fiori di due tipi: fiori del raggio e fiori del disco. Le brattee, piatte e a consistenza erbacea (ampiamente ialine sui margini), sono disposte in modo più o meno embricato su 3-4 serie. Il ricettacolo, da convesso a conico, è sprovvisto di pagliette avvolgenti la base dei fiori.
Fiori.  I fiori sono tetra-ciclici (formati cioè da 4 verticilli: calice – corolla – androceo – gineceo) e pentameri (calice e corolla formati da 5 elementi). Si distinguono in:
- fiori del raggio (esterni): sono femminili, fertili e sono disposti su una serie; la forma è ligulata (zigomorfa); a volte possono essere sterili;
- fiori del disco (centrali): sono più numerosi con forme brevemente tubulose (attinomorfe); sono ermafroditi fertili.

- Formula fiorale:

*/x K {\displaystyle \infty }, [C (5), A (5)], G 2 (infero), achenio
- Calice: i sepali del calice sono ridotti ad una coroncina di squame.

- Corolla:

- fiori del raggio: la forma della corolla alla base è più o meno tubulosa-imbutiforme, mentre all'apice è ligulata; la ligula può terminare con alcuni denti; il colore generalmente è bianco;
- fiori del disco: la forma è tubulare bruscamente divaricata in 5 lobi; i lobi, patenti o eretti, hanno una forma deltata o più o meno lanceolata; il colore è giallo. Nella zona centrale dei lobi sono presenti delle sacche di resina.

- Androceo: l'androceo è formato da 5 stami (alternati ai lobi della corolla) sorretti da filamenti generalmente liberi; gli stami sono connati e formano un manicotto circondante lo stilo. Le antere, con un collare di filamenti a balaustra, possono essere sia di tipo basifissa che medifissa. Il tessuto endoteciale (rivestimento interno dell'antera) è quasi sempre non polarizzato. Il polline è sferico con un diametro medio di circa 25 micron;  è tricolporato (con tre aperture sia di tipo a fessura che tipo isodiametrica o poro) ed è echinato (con punte sporgenti).

- Gineceo: l'ovario è infero uniloculare formato da 2 carpelli. Lo stilo (il recettore del polline) è profondamente bifido (con due stigmi divergenti) e con le linee stigmatiche marginali separate o contigue. I due bracci dello stilo hanno una forma troncata e possono essere papillosi o ricoperti da ciuffi di peli.

Frutti. I frutti sono degli acheni con pappo. La forma è obovoide con una sezione che varia da circolare a dorsoventralmente piatta. L'apice è arrotondato marginalmente o con una piccola auricola bianca. Il pericarpo è provvisto di cellule mucillaginifere e sacche di resina.

## Biologia
Impollinazione: l'impollinazione avviene tramite insetti (impollinazione entomogama tramite farfalle diurne e notturne).

Riproduzione: la fecondazione avviene fondamentalmente tramite l'impollinazione dei fiori (vedi sopra).

Dispersione: i semi (gli acheni) cadendo a terra sono successivamente dispersi soprattutto da insetti tipo formiche (disseminazione mirmecoria). In questo tipo di piante avviene anche un altro tipo di dispersione: zoocoria. Infatti gli uncini delle brattee dell'involucro (se presenti) si agganciano ai peli degli animali di passaggio disperdendo così anche su lunghe distanze i semi della pianta. Inoltre per merito del pappo (se presente) il vento può trasportare i semi anche a distanza di alcuni chilometri (disseminazione anemocora).

## Distribuzione e habitat
Le specie di questo genere sono distribuite in Africa mediterranea e Penisola Araba.

## Sistematica
La famiglia di appartenenza di questa voce (Asteraceae o Compositae, nomen conservandum) probabilmente originaria del Sud America, è la più numerosa del mondo vegetale, comprende oltre 23.000 specie distribuite su 1.535 generi, oppure 22.750 specie e 1.530 generi secondo altre fonti (una delle checklist più aggiornata elenca fino a 1.679 generi). La famiglia attualmente (2021) è divisa in 16 sottofamiglie; la sottofamiglia Asteroideae è una di queste e rappresenta l'evoluzione più recente di tutta la famiglia.

### Filogenesi
Il gruppo di questa voce è descritto nella tribù Anthemideae, una delle 21 tribù della sottofamiglia Asteroideae). In base alle ultime ricerche nella tribù sono stati individuati (provvisoriamente) 4 principali lignaggi (o cladi): "Southern hemisphere grade", "Asian-southern African grade", "Eurasian grade" e "Mediterranean clade". Il genere  Otoglyphis  (insieme alla sottotribù Glebionidinae) è incluso nel Mediterranean clade.
Questo genere, insieme ai generi  Endopappus e Nivellea (tutti a ciclo biologico annuale), è stato incluso solo recentemente nella sottotribù in base a riscontri filogenetici e si contrappone al gruppo di generi (Argyranthemum, Glebionis, Heteranthemis e Ismelia) caratterizzati da acheni dimorfi.
I caratteri distintivi del genere sono:
- il ciclo biologico è annuale;
- i lobi della corolla hanno delle sacche centrali di resina;
- il pericarpo possiede delle cellule mucillaginifere;
- gli acheni sono dorsoventralmente piatti e provvisti di due ali laterali.

Il numero cromosomico delle specie di questo genere è: 2n = 18.
In base all'"orologio molecolare", questo genere ha iniziato a divergere circa 3,5 milioni di anni fa.

### Elenco delle specie
Questo genere ha 2 specie:
- Otoglyphis factorovskyi (Warb. & Eig) Oberpr. & Vogt
- Otoglyphis pubescens  (Desf.) Pomel

### Sinonimi
Sono elencati alcuni sinonimi per questa entità:
- Aaronsohnia Warb. & Eig